# يوسف ضياء الدين باشا الأعمى
يوسف ضياء الدين باشا الأعمى (بالتركية: Kör Yusuf Ziyaüddin Paşa)‏ كان الصدر الأعظم للدولة العثمانية في الفترة ما بين 23 أكتوبر 1798 حتى 24 يونيو 1805.  عرف بإيمانه بالقضاء والقدر وتقواه، كما كان قائدا كفؤا. تُوفي في 1819 بمدينة خيوس.